# Enicospilus pacificus
Enicospilus pacificus är en stekelart som först beskrevs av Holmgren 1868.  Enicospilus pacificus ingår i släktet Enicospilus och familjen brokparasitsteklar. Inga underarter finns listade i Catalogue of Life.